# Escorailles
Escorailles é uma comuna francesa na região administrativa de Auvérnia-Ródano-Alpes, no departamento de Cantal. Estende-se por uma área de 2,77 km². Em 2010 a comuna tinha 81 habitantes (densidade: 29,2 hab./km²).